# بيل بولدن
بيل بولدن (بالإنجليزية: Bill Bolden)‏ هو لاعب كرة قاعدة أمريكي، ولد في 9 مايو 1893 في داندريدج في الولايات المتحدة، وتوفي في 8 ديسمبر 1966 في جيفرسون سيتي في الولايات المتحدة.

## وصلات خارجية
- بيل بولدن على موقعبيزبول رفرنس.كوم (الدوري الرئيسي) (الإنجليزية)